# Koperlegering
Een koperlegering is een legering van koper met andere metalen. Koper is als zuivere stof erg zacht, maar heeft veel positieve eigenschappen. Het is een goede geleider voor warmte en elektriciteit, en het is goed bestand tegen corrosie. Door koper te vermengen met andere metalen en bovendien te bewerken, ontstaan legeringen met gunstige eigenschappen. Een voorbeeld is brons, dat al in de prehistorische bronstijd is uitgevonden.
Veel voorkomende koperlegeringen zijn:
- brons
- messing

## Aanduiding van koperlegeringen
Bij koperlegeringen onderscheidt men kneed- en gietlegeringen.. Bij de gietlegeringen wordt het symbool Cu voorafgegaan door de hoofdletter G. Achter het symbool staat het (de) element(en) waarmee is gelegeerd. Het gehalte aan koper is afhankelijk van de hoeveelheid aan legeringsbestanddelen zoals tin (Sn), zink (Zn), lood (Pb), enz.
| Voorbeelden      | Omschrijving                                                                  |
| ---------------- | ----------------------------------------------------------------------------- |
| Cu Sn 10         | Getrokken brons bestaande uit 90% koper (Cu) en 10% tin (Sn)                  |
| Cu Zn 40 Pb 2    | Automatenmessing bestaande uit 58% koper (Cu), 40% zink (Zn) en 2% lood (Pb)  |
| Cu Zn 40         | Getrokken of gewalst messing bestaande uit 60% koper (Cu) en 40% zink (Zn)    |
| G Cu Sn 10 Pb 20 | Gegoten loodbrons bestaande uit 70% koper (Cu), 10% tin (Sn) en 20% lood (Pb) |
| G Cu Sn 14       | Gegoten brons bestaande uit 86% koper (Cu) en 14% tin (Sn)                    |
| G Cu Sn Zn (Pb)  | 'Geschutbrons' bestaande uit koper, tin, zink en soms wat lood                |
| Fosforbrons      | Legering van koper, 3 tot 10% tin en een kleine hoeveelheid (< 1%) fosfor     |
| Cu Zn 15         | Getrokken messing (tombak) bestaande uit 85% koper (Cu) en 15% zink (Zn)      |
| G Cu Zn 40       | Gietmessing bestaande uit 60% koper (Cu) en 40% zink (Zn)                     |
| G Cu Zn 20 Al 5  | Gietmessing bestaande uit 75% koper (Cu), 20% zink (Zn) en 5% aluminium (Al)  |
| Orichalcum       | Gebruikt om munten uit te slaan, 75% koper, 20% zink en 5% tin                |

## Weerstandsmaterialen
Weerstandsmaterialen zijn koperlegeringen die worden gebruikt bij de fabricage van zeer nauwkeurige elektrische weerstanden, zoals meet- en ijkweerstanden:
| Materiaal   | Omschrijving                                             |
| ----------- | -------------------------------------------------------- |
| Constantaan | 55-70% koper (Cu), 30-35% nikkel (Ni), 1% mangaan (Mn)   |
| Manganine   | 82-85% koper (Cu), 12-15% mangaan (Mn), 2-4% nikkel (Ni) |
| Nikkeline   | 55-68% koper (Cu), 33-19% nikkel (Ni), tot 18% zink (Zn) |